# Antoine Lusson (fils)
Antoine Lusson, dit « Antoine Lusson fils » pour le distinguer de son père qui portait le même nom, est un vitrailliste du XIXe siècle.

## Biographie
Fils d'Antoine Lusson (père), lui-même verrier, Antoine Lusson fils travaille dans l'atelier de son père, qui travaille en particulier pour la cathédrale Saint-Julien, dès 1807. Il décède en 1876.
À la mort de son père, il reprend la direction de l'atelier, en collaboration avec son beau frère Édouard Bourdon ; mais la fabrique manquait souvent d'ouvrage. Les frères Carl et Frédéric Küchelbecker, élèves de Johann Friedrich Overbeck, qui travaillaient pour l'atelier Lusson depuis 1849, sont rapidement en froid avec la nouvelle direction de l'atelier et vont offrir en 1854 leurs services au Carmel du Mans, qui a lancé une fabrique de vitraux en 1853. S'ensuit un procès long et onéreux.
Au début des années 1860, l'atelier Lusson déménage à Paris, 21 bis rue de Laval, où il poursuit alors ses activités.

## Réalisation

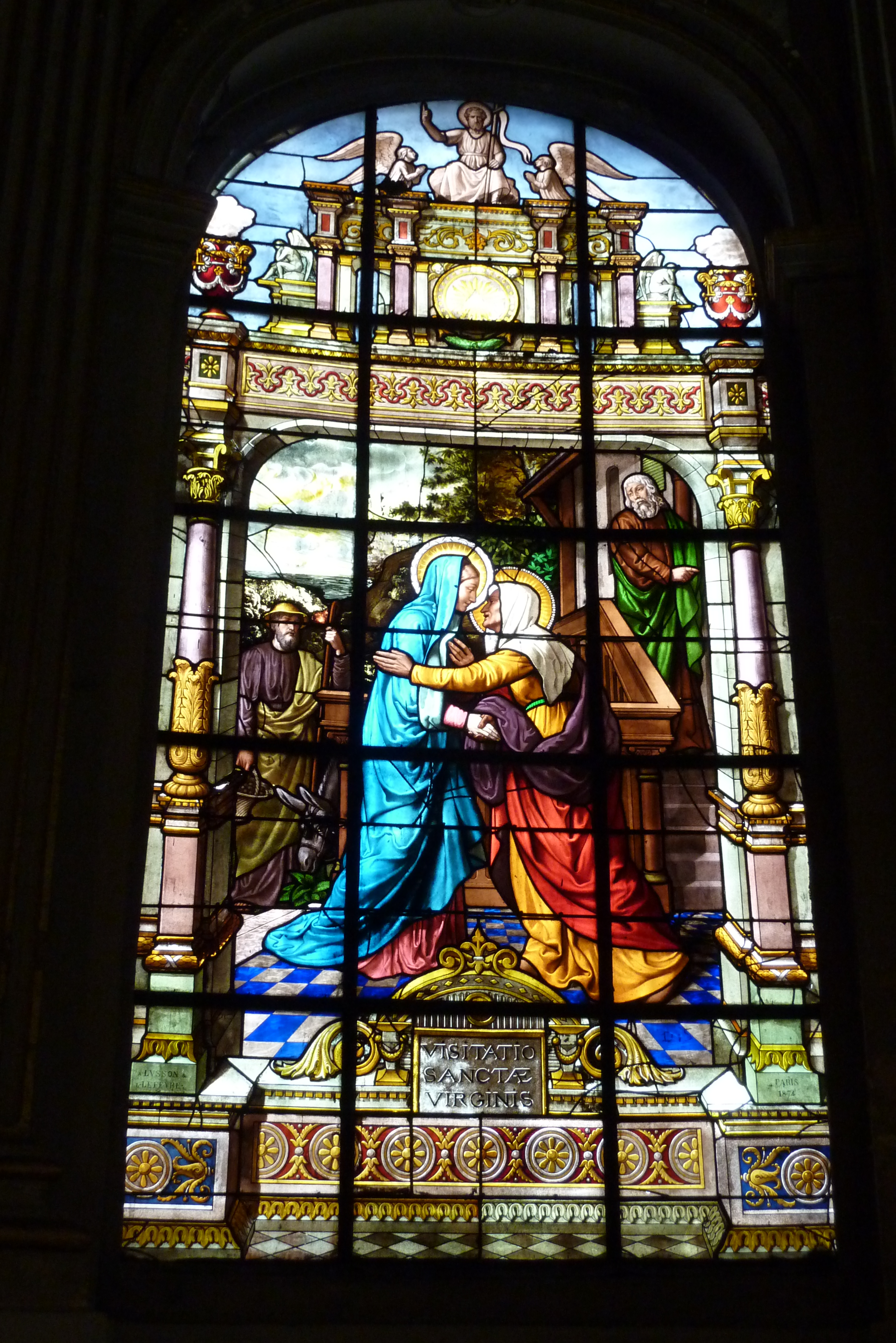
Vitrail d'Antoine Lusson, représentant la Visitation, situé dans l'église Saint-Laurent, à Paris.

À partir de 1855, Antoine Lusson s'associe à son beau-frère Édouard Bourdon et crée des verrières pour les grandes cathédrales françaises alors restaurées à grands frais : Lyon en 1855, Paris en 1862-1863, Le Mans en collaboration avec Auguste Steinheil et Nicolas Coffetier durant plusieurs années,

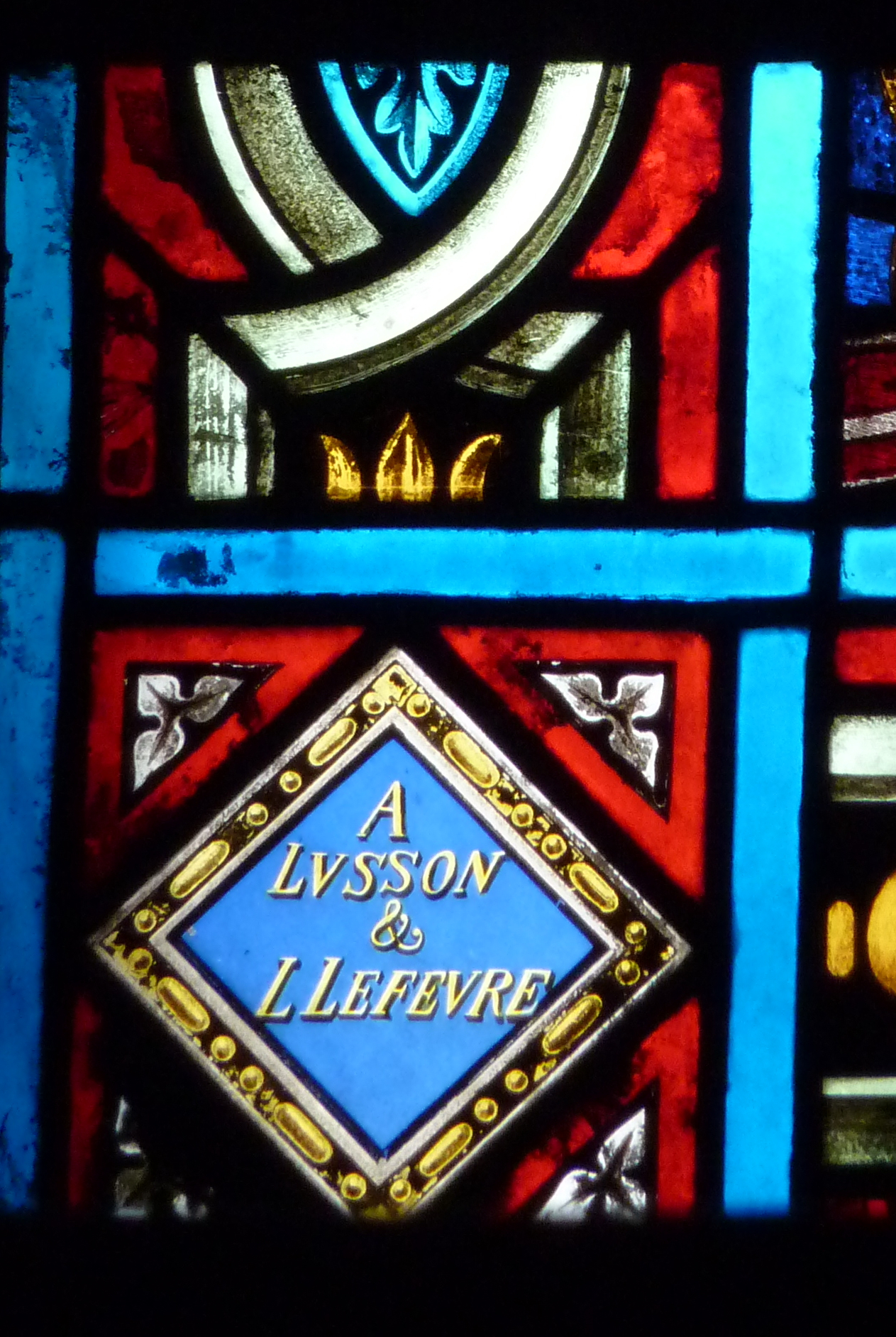
Signature d'Antoine Lusson fils sur un vitrail de l'église Saint-Germain à Saint-Germain-en-Laye.